# Leonard Maciejewski
Leonard Maciejewski (ur. 11 października 1939 w Inowrocławiu) – polski działacz państwowy i samorządowy, inżynier, w latach 1986–1990 przewodniczący Prezydium WRN w Bydgoszczy, w latach 1999–2006 starosta inowrocławski.

## Życiorys
Syn Mieczysława i Marii. Ukończył magisterskie studia inżynierskie. Wstąpił do Polskiej Zjednoczonej Partii Robotniczej, od czerwca 1981 należał do egzekutywy Komitetu Wojewódzkiego PZPR w Bydgoszczy. Od sierpnia 1981 do października 1986 był w nim sekretarzem ds. rolnych. Od kwietnia 1986 do kwietnia 1990 zajmował stanowisko przewodniczącego Prezydium Wojewódzkiej Rady Narodowej w Bydgoszczy. W III RP związał się z Sojuszem Lewicy Demokratycznej, był m.in. pełnomocnikiem wojewody bydgoskiego ds. organizacji powiatu w Inowrocławiu. W 1998 znalazł się w składzie sejmiku kujawsko-pomorskiego, jednak zrezygnował z mandatu. W latach 1999–2006 pełnił funkcję starosty powiatu inowrocławskiego. Wybierano go do rady tego powiatu w 2002 i 2006 (w 2010 nie uzyskał reelekcji). Kandydował także do Sejmu w 2007.

## Wyróżnienia
W 2022 wyróżniony Medalem „Za Zasługi dla Powiatu Inowrocławskiego”.